# رامسس سوم
رامسس سوم دومین فرعون از دودمان بیستم در مصر باستان بود.
رامسس سوم پسر ست‌ناخت و ملکه تیی-مرنسه بود. در سال ۱۱۷۸ پیش از میلاد، رامسس سوم ملت را برانگیخت و مردمان دریا را که همه ساله به مصر حمله می‌کردند، را شکست داد. پس از آن فرعون گفت: «آنانی که به مرزهای من حمله کردند... ارواحشان تا آخر زمان نابود شده‌است.»
سیاست‌های جنگی رامسس سوم در مقایسه با عملکرد رامسس دوم و دستاوردهای وی در این زمینه، با پیروزی‌های کمتری همراه بوده‌است. به نظر می‌رسد که رامسس سوم بخشی از متصرفات مصریان را در دورهٔ حکومتش از دست داده و بخش‌هایی نیز در دورهٔ زمامداری جانشینان وی از مصر منتزع شده‌است.

## اوضاع داخلی و اقتصادی
اوضاع داخلی و شرایط اقتصادی جامعهٔ مصر در عصر این فرعون، مهم‌ترین منبع اطلاعاتی پاپیروس بزرگ هاریس است که هم‌اکنون در موزهٔ بریتانیا نگهداری می‌شود. این پاپیروس بزرگ و پرمحتوا قطعاً در زمان جانشین رامسس سوم تنظیم و نگاشته شده‌است و دربرگیرندهٔ زندگینامهٔ شخصی و سیاسی- نظامی وی از زمان روی کار آمدن تا مرگ رامسس سوم می‌باشد . محتوای این پاپیروس در واپسین روزهای زندگی رامسس به وسیلهٔ کاهنان و کاتبان درباری تهیه و تنظیم و برای وی قرائت شده و پس از مرگ وی پاپیروس عظیم معروف به پاپیروس بزرگ هاریس نوشته شده‌است.

## دسیسه و قتل
رامسس سوم توسط تعدادی از افراد بارگاه خود در طی دسیسه‌ای در ۳۰امین سال فرمانروایی‌اش به قتل رسید. بررسی‌های تازه بر روی مومیایی او نشان داده‌اند که او بر اثر ضربات متعدد چاقو بر گردنش در طی حمله به کاخ پادشاهی کشته شده‌است. در این دسیسه، پسر فرعون با نام پنتاوره نیز دست داشته‌است. او و گروهش پس از این اتفاق دستگیر و در دادگاه مجازات می‌شوند.
رامسس سوم پیش از فرارسیدن مرگش دوازده تن از قضات برجسته را از میان صاحب‌منصبان قضایی کشور برگزید و این مقامات عالی قضایی را به عنوان اعضای هیئت داوران جهت رسیدگی به موضوع توطئه منصوب نمود. فرعون به آنان ابلاغ و اخطار کرد که بیغرضانه و منصفانه به این جریان رسیدگی کرده و نتیجه را به اطلاع او برسانند.
سرانجام بیست و شش مرد و شش زن به اتهام شرکت در توطئه به اعدام محکوم شدند. به شماری از این محکومان اجازه داده شد که خودکشی کنند. افزون براین محکوم‌شدگان به اعدام، گروهی نیز به خاطر شرکت غیر مستقیم در این توطئه به مجازات‌های سبک‌تر محکوم شدند. گروهی دیگر که از ماجرا اطلاع داشته ولی آن را بروز نداده بودند، نیز به کیفرهای مناسب رسیدند.
در مصر باستان این قبیل افراد نیز خائنان به فرعون به شمار می‌آمده و به خاطر فاش نکردن توطئه و خودداری از معرفی کردن توطئه‌گران، قاعدتاً باید به اعدام محکوم می‌شدند، زیرا آنان نیز در طراحی این توطئه شرکت مؤثر و فعال داشته، منتها جزو عوامل اجراکنندهٔ توطئه نبوده‌اند. چهار نفر از محکومان در دادگاه فوق به خاطر حشر و نشری که با زنان توطئه‌گر داشته‌اند، به بریدن بینی و گوشهایشان محکوم گردیدند. از میان متهمان تنها یک نفر مرد تبرئه شد. که احتمالاً سرنوشت نهایی فرعون به دست همین مرد رقم خورده است. در هیچ سند و گزارشی به علت و هدف این اقدام علیه فرعون اشاره نشده‌است.

## نگارخانه

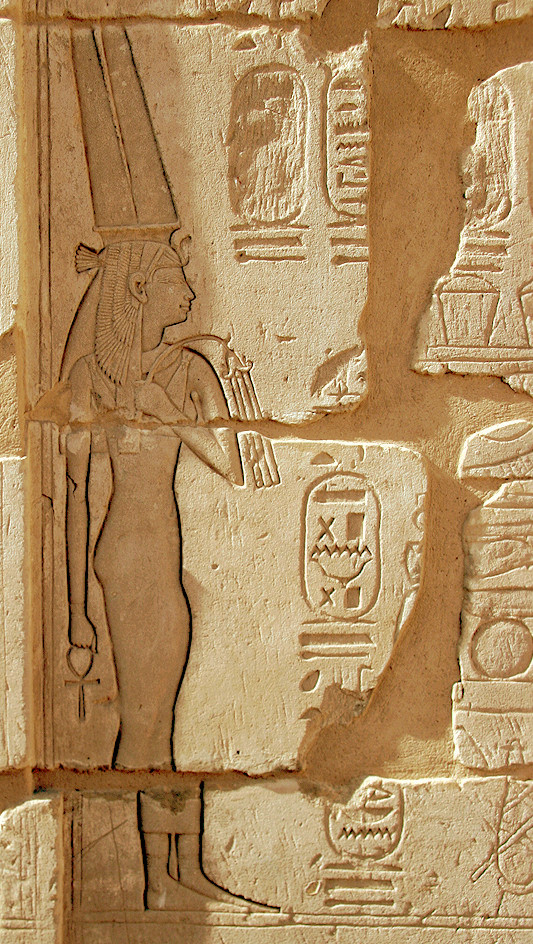
سنگ نگاره رامسس سوم در معبد وداع
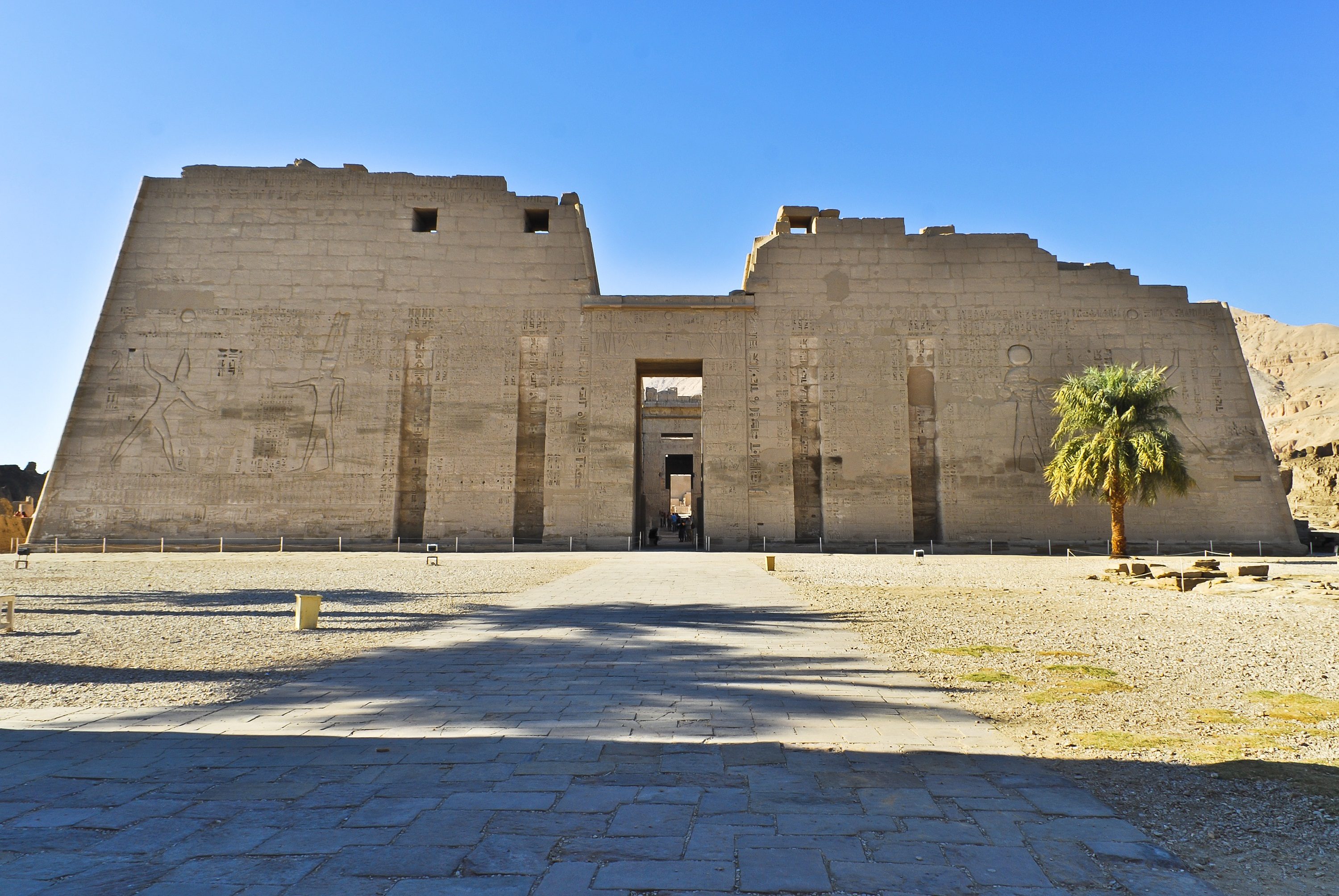
معبد رامسس سوم
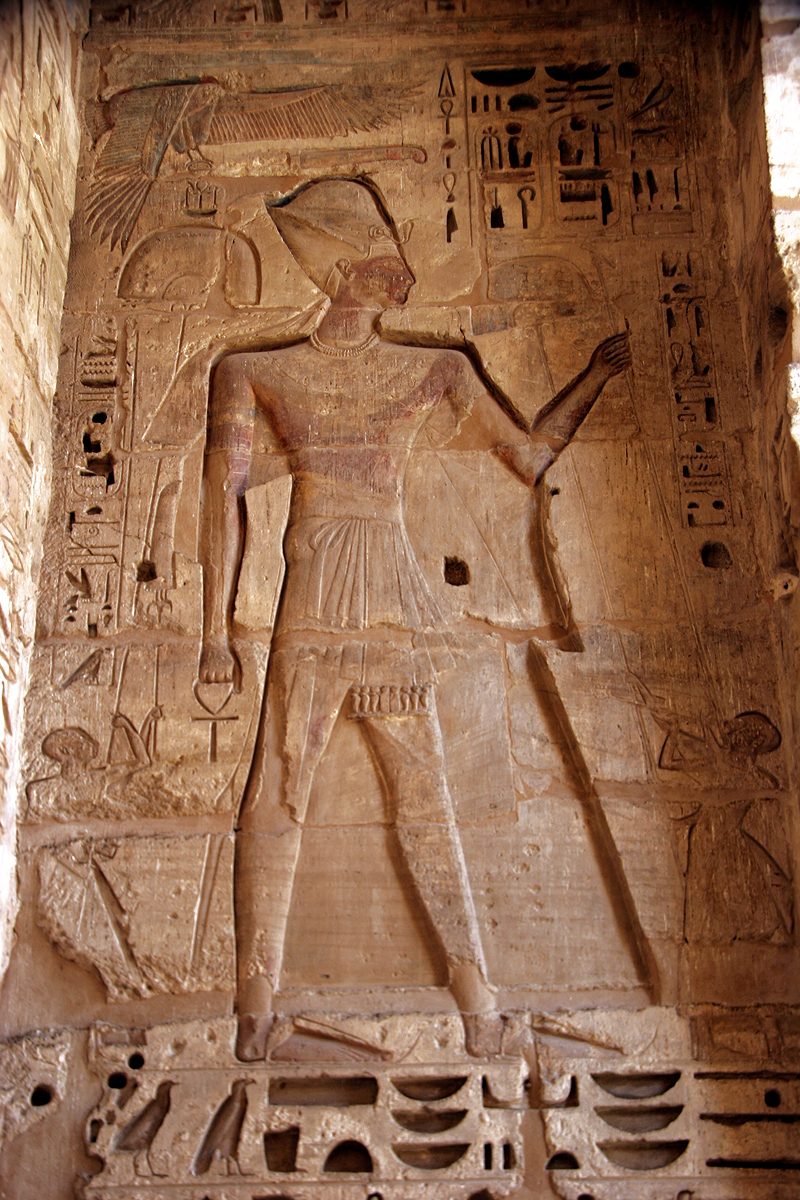
نقش نگاره در معبد وداع رامسس سوم
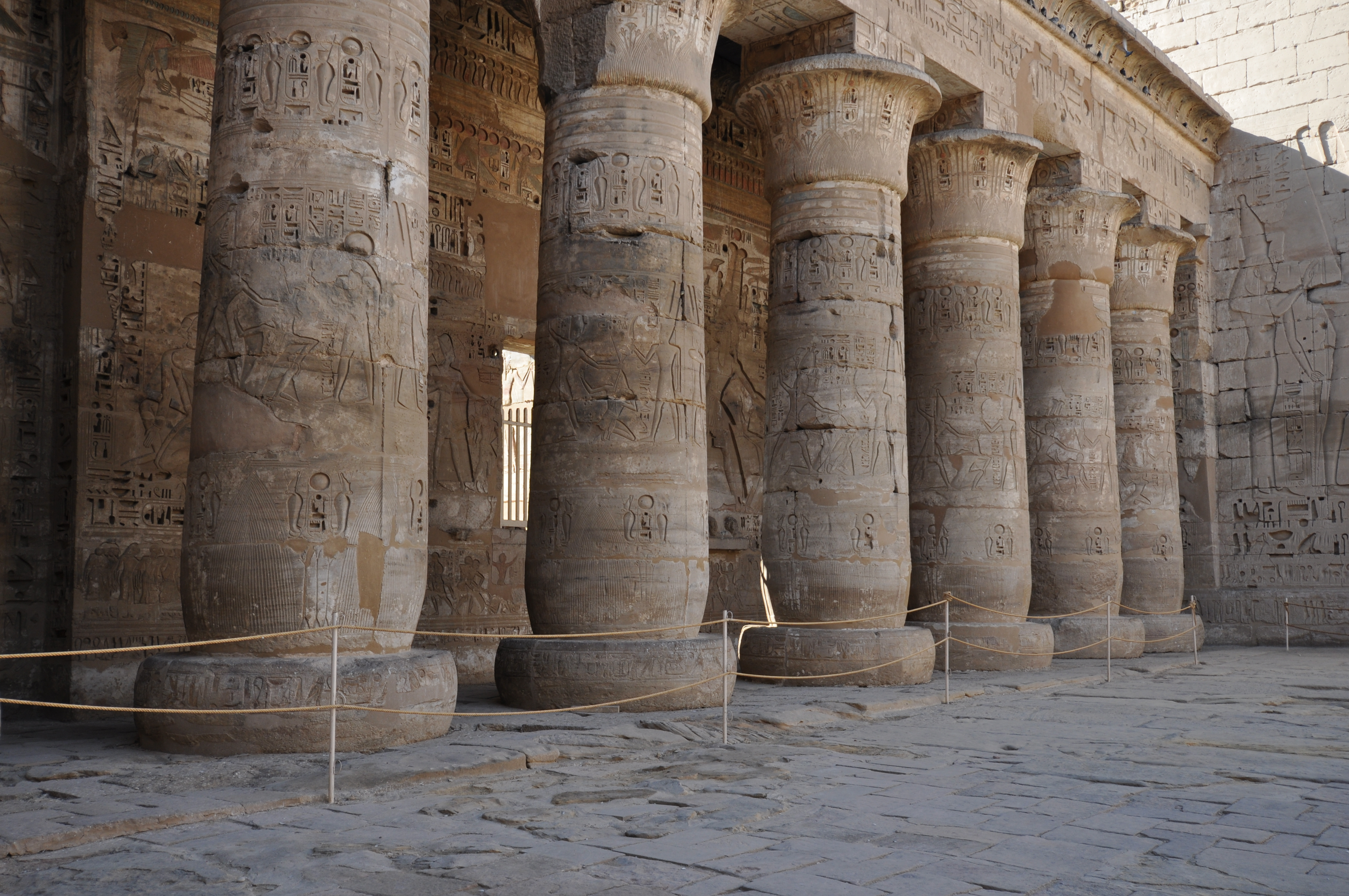
معبد لوکسور که رامسس سوم احداث کرد